# Apertura de los cuatro caballos
|       |       |       |       |       |       |       |       |       |  |
|       | a8 rd | b8    | c8 bd | d8 qd | e8 kd | f8 bd | g8    | h8 rd |  |
| a7 pd | b7 pd | c7 pd | d7 pd | e7    | f7 pd | g7 pd | h7 pd |       |  |
| a6    | b6    | c6 nd | d6    | e6    | f6 nd | g6    | h6    |       |  |
| a5    | b5    | c5    | d5    | e5 pd | f5    | g5    | h5    |       |  |
| a4    | b4    | c4    | d4    | e4 pl | f4    | g4    | h4    |       |  |
| a3    | b3    | c3 nl | d3    | e3    | f3 nl | g3    | h3    |       |  |
| a2 pl | b2 pl | c2 pl | d2 pl | e2    | f2 pl | g2 pl | h2 pl |       |  |
| a1 rl | b1    | c1 bl | d1 ql | e1 kl | f1 bl | g1    | h1 rl |       |  |
|       |       |       |       |       |       |       |       |       |  |

La apertura de los cuatro caballos (ECO C47-C49), aunque tiene su propia
estructura, se puede considerar como la línea principal de la apertura de los tres caballos. Es muy difícil entrar en ella si el blanco no plantea esta apertura, sólo se lograría por transposición, con los riesgos que eso conlleva. Trata de desarrollar las piezas de manera lógica y poco ambiciosa, con la esperanza de conseguir ventaja en el medio juego.
Línea principal
1.e4 e5

2.Cf3 Cc6

3.Cc3 Cf6
1.e4 e5 2.Cf3 Cc6 3.Cc3 Cf6 4.Ab5 Variante española
1.e4 e5 2.Cf3 Cc6 3.Cc3 Cf6 4.Ab5 a6 5.Axc6
1.e4 e5 2.Cf3 Cc6 3.Cc3 Cf6 4.Ab5 a6 5.Axc6 dxc6 6.Cxe5 Cxe4 7.Cxe4
1.e4 e5 2.Cf3 Cc6 3.Cc3 Cf6 4.Ab5 Ac5
1.e4 e5 2.Cf3 Cc6 3.Cc3 Cf6 4.Ab5 Ac5 5.0-0 0-0 6.Cxe5 Cxe5 7.d4 Ad6 8.f4 Cc6 9.e5 Ab4
1.e4 e5 2.Cf3 Cc6 3.Cc3 Cf6 4.Ab5 Ac5 5.0-0 0-0 6.Cxe5 Cd4
1.e4 e5 2.Cf3 Cc6 3.Cc3 Cf6 4.Ab5 Cd4
1.e4 e5 2.Cf3 Cc6 3.Cc3 Cf6 4.Ab5 Cd4 5.Cxe5 De7 6.f4
1.e4 e5 2.Cf3 Cc6 3.Cc3 Cf6 4.Ab5 Cd4 5.Ae2
1.e4 e5 2.Cf3 Cc6 3.Cc3 Cf6 4.Ab5 Cd4 5.Ae2 Cxf3+ 6.Axf3 Ac5 7.0-0
1.e4 e5 2.Cf3 Cc6 3.Cc3 Cf6 4.Ab5 Cd4 5.Cxd4
1.e4 e5 2.Cf3 Cc6 3.Cc3 Cf6 4.Ab5 Cd4 5.0-0
1.e4 e5 2.Cf3 Cc6 3.Cc3 Cf6 4.Ab5 Ab4
1.e4 e5 2.Cf3 Cc6 3.Cc3 Cf6 4.Ab5 Ab4 5.0-0 0-0 6.d3
1.e4 e5 2.Cf3 Cc6 3.Cc3 Cf6 4.Ab5 Ab4 5.0-0 0-0 6.d3 d6
1.e4 e5 2.Cf3 Cc6 3.Cc3 Cf6 4.Ab5 Ab4 5.0-0 0-0 6.d3 d6 7.Ag5 Axc3 8.bxc3 De7
1.e4 e5 2.Cf3 Cc6 3.Cc3 Cf6 4.Ab5 Ab4 5.0-0 0-0 6.d3 d6 7.Ag5 Axc3 8.bxc3 De7 9.Te1 Cd8 10.d4 Ag4
1.e4 e5 2.Cf3 Cc6 3.Cc3 Cf6 4.Ab5 Ab4 5.0-0 0-0 6.d3 d6 7.Ag5 Ce7
1.e4 e5 2.Cf3 Cc6 3.Cc3 Cf6 4.Ab5 Ab4 5.0-0 0-0 6.d3 d6 7.Ag5 Ce7 8.Ch4 c6 9.Ac4 d5 10.Ab3 Dd6
1.e4 e5 2.Cf3 Cc6 3.Cc3 Cf6 4.Ab5 Ab4 5.0-0 0-0 6.d3 d6 7.Ag5 Ae6
1.e4 e5 2.Cf3 Cc6 3.Cc3 Cf6 4.Ab5 Ab4 5.0-0 0-0 6.d3 d6 7.Ce2
1.e4 e5 2.Cf3 Cc6 3.Cc3 Cf6 4.Ab5 Ab4 5.0-0 0-0 6.d3 Axc3
1.e4 e5 2.Cf3 Cc6 3.Cc3 Cf6 4.Ab5 Ab4 5.0-0 0-0 6.d3 Axc3 7.bxc3 d6 8.Te1
1.e4 e5 2.Cf3 Cc6 3.Cc3 Cf6 4.Ab5 Ab4 5.0-0 0-0 6.d3 Axc3 7.bxc3 d5
1.e4 e5 2.Cf3 Cc6 3.Cc3 Cf6 4.Ab5 Ab4 5.0-0 0-0 6.d3 De7 7.Ce2 d5
1.e4 e5 2.Cf3 Cc6 3.Cc3 Cf6 4.Ab5 Ab4 5.0-0 0-0 6.Cd5 Cxd5 7.exd5 e4
1.e4 e5 2.Cf3 Cc6 3.Cc3 Cf6 4.Ab5 Ab4 5.0-0 0-0 6.Axc6
1.e4 e5 2.Cf3 Cc6 3.Cc3 Cf6 4.d4 Segunda principal
1.e4 e5 2.Cf3 Cc6 3.Cc3 Cf6 4.d4 Ab4 5.Cxe5 Cxe4 6.Dd3 Axc3 7 bxc3 d5
1.e4 e5 2.Cf3 Cc6 3.Cc3 Cf6 4.d4 exd4 5.Cxd4 Cxd4 6.Dxd4 d6
1.e4 e5 2.Cf3 Cc6 3.Cc3 Cf6 4.d4 exd4 5.Cd5 d6
1.e4 e5 2.Cf3 Cc6 3.Cc3 Cf6 4.Cxe5
1.e4 e5 2.Cf3 Cc6 3.Cc3 Cf6 4.Ac4 Considerada como una línea dudosa por la continuación 4. ... Cxe4 5. Cxe4 d5 generando con ese    d5 un fork de peón contra alfil [c4] y caballo [e4]
1.e4 e5 2.Cf3 Cc6 3.Cc3 Cf6 4.a3